# Phryxe praecox
Phryxe praecox là một loài ruồi trong họ Tachinidae.